# Дзерболо
Дзерболо̀ (на италиански: Zerbolò, на местен диалект: Zèrbol, Дзербол) е село и община в Северна Италия, провинция Павия, регион Ломбардия. Разположено е на 68 m надморска височина. Населението на общината е 1752 души (към 2015 г.).